# Список индейских резерваций в штате Нью-Йорк
Это — список 10 индейских резерваций американского штата Нью-Йорк. 9 из них признаны федеральным правительством США, лишь одна, Пуспатак, признана штатом Нью-Йорк, но не получила федерального признания от Бюро по делам индейцев. Это означает, что индейцы Пуспатак не контролируют полностью свою суверенную территорию и не могут строить Индейские казино на своей земле. Индейские народы, проживающие на территории штата, относятся к алгонкинской (шиннекоки и ункечоги) и ирокезской (мохоки, сенека, кайюга, онайда, онондага и тускарора) языковым семьям.

## Резервации
| Название    | Год образования | Этнос          | Численность населения (2020) | Площадь (км²) | Округа                   |
| ----------- | --------------- | -------------- | ---------------------------- | ------------- | ------------------------ |
| Аллегейни   | 1797            | сенека, кайюга | 1064                         | 125,62        | Каттарогас               |
| Каттарогас  | 1797            | сенека         | 2676                         | 89,13         | Эри, Каттарогас, Шатокуа |
| Ойл-Спрингс | 1797            | сенека         | 20                           | 2,52          | Каттарогас, Аллегейни    |
| Онайда      | 1919            | онайда         | 14                           | 0,21          | Мадисон                  |
| Онондага    | 1794            | онондага       | 831                          | 23,93         | Онондага                 |
| Пуспатак    | 1777            | ункечоги       | 436                          | 0,44          | Саффолк                  |
| Сент-Реджис | 1796            | мохоки         | 3663                         | 54,3          | Франклин                 |
| Тонаванда   | 1797            | сенека         | 261                          | 30,74         | Дженеси, Эри, Ниагара    |
| Тускарора   | 1803            | тускарора      | 1145                         | 23,52         | Ниагара                  |
| Шиннекок    | 1859            | шиннекоки      | 819                          | 3,494         | Саффолк                  |